# Medaglia di Cosimo il Vecchio
La medaglia di Cosimo il Vecchio fu realizzata in bronzo fuso da un anonimo medaglista fiorentino nel 1465-1469 circa e misura circa 7,4 cm di diametro.

## Storia
La medaglia è considerata la prima di scuola fiorentina conosciuta. Venne realizzata a commemorazione di Cosimo de' Medici dopo la sua morte (1464) e dopo che gli era stato conferito il titolo onorifico di Pater Patriae nel 1465. La datazione quindi oscilla tra il 1465 e la fine del decennio.
Tale medaglia, usata come modello per i ritratti di Cosimo fino all'epoca di Pontormo e Bronzino, compare anche in un celebre dipinto di Botticelli agli Uffizi: il Ritratto d'uomo con medaglia di Cosimo il Vecchio, che forse effigia il misterioso autore della medaglia.

## Descrizione

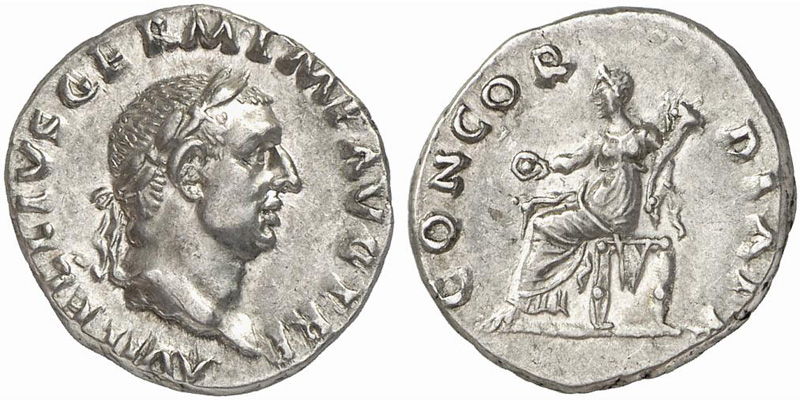
Concordia sul retro di un denario di Vitellio

Stilisticamente la medaglia mostra un ritratto piuttosto grande e di notevole rilievo sul verso, compatibile con lo stile degli imitatori di Niccolò di Forzore Spinelli: alcuni attribuiscono la medaglia a lui stesso, altri a Bertoldo di Giovanni o ad altri. Cosimo è ritratto di profilo girato verso sinistra, indossante la berretta e una cappa abbottonata. Vi si legge: MAGNVS COSMVS  MEDICES PPP (sta per "Pater Patriae Publica").
Il verso mostra una figura allegorica di Firenze, seduta, girata a sinistra, con un ramo d'ulivo e, in fondo al braccio teso, una sfera che simboleggia l'universalità. Si ispira alle monete greco-romane con la Concordia. Vi si legge: LIBERTAS QVE PVBLICA e FLORENTIA. Il rovescio fu usato anche per coni minori di medaglie di dimensioni più piccole, sia in oro che in argento.